# 우문화급

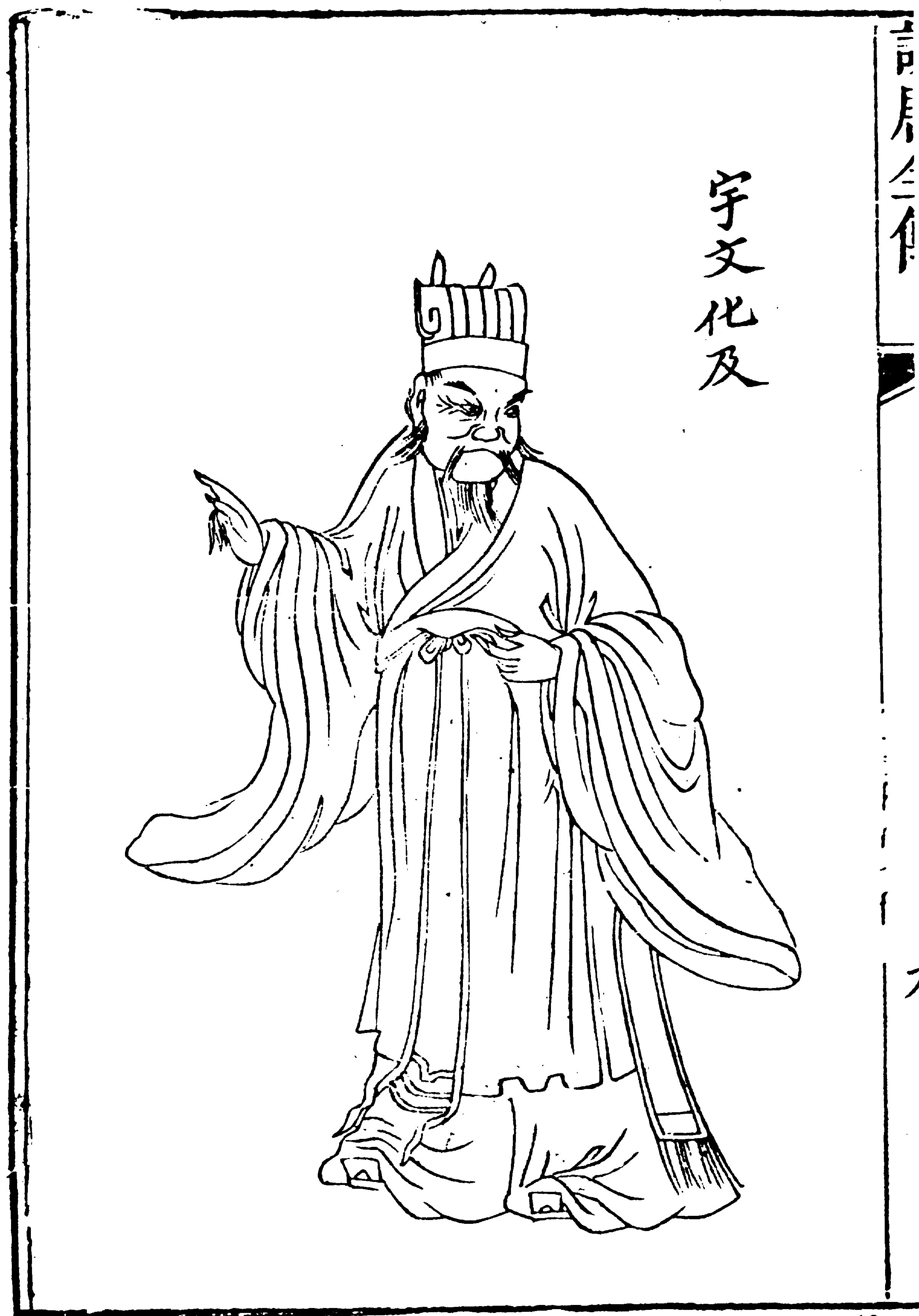
우문화급

우문화급(宇文化及, ? ~ 619년)은 중국 수나라의 관리로, 무천(武川) 사람이다. 고구려 원정군 사령관인 좌위솔 우문술의 장남이자 우문지급(宇文智及), 우문혜급(宇文惠及)의 형이며 우문사급(宇文士及)의 이복형이다.

## 생애
수 양제 양광의 총애를 받아, 양광의 근위장이 되었고, 얼마 안 되어 대복소경에 봉해졌다. 수나라 말기인 618년, 좌둔위장군에 봉해진 우문화급은 각지에서 일어나는 반란으로 천하가 혼란한 것을 알고 둘째 동생 우문지급과 함께 병변을 일으켰다. 양제는 우문화급이 반란을 일으킨 것을 알고 도망가려 했으나 이내 우문화급의 무리에게 붙잡혔고 허리에 매고 있던 띠로 교살당하였다. 양제를 시해한 우문화급은 촉왕 양수를 황제로 추대하고자 하였으나 뜻대로 되지 않자 양수를 비롯한 수나라 황족들을 닥치는 대로 죽였는데 우문화급의 동생 우문지급과 친했던 양광의 조카 진왕(秦王) 양호(楊浩)만이 화를 피하고 살아남았다. 그리하여 우문화급은 양호를 황제로 추대하고 자신은 섭정으로써 모든 권력을 차지했다.
이후 황제 양호와 대신들, 자신의 측근 및 병사는 물론 수 양제의 보물들까지 이끌고 수나라의 옛 수도인 낙양으로 향했다. 이때 낙양에서는 왕세충을 비롯한 여러 관리들이 양동을 황제로 옹립한 상태였다. 낙양의 관리들은 다른 반란세력 이밀에게 위공(魏公)의 자리를 주고 우문화급을 막게 했다.
우문화급은 이밀과 몇 차례 싸웠지만 우세하지 못했다. 이런 와중에 우문화급 진영의 군량이 떨어지기 시작했고, 이밀은 우문화급에게 화친을 제의하는 척 하면서 우문화급 진영의 군량이 완전히 떨어지기를 기다렸다.
우문화급은 이밀의 이러한 전략을 알아챈 뒤 이밀의 진영을 기습했고 거의 이밀을 죽일 뻔했으나 이밀의 부하 장수 진숙보의 보호로 이밀을 죽이는 데 실패했다. 결국 이밀을 완전히 제압하지 못하고 식량도 얻지 못한 채 북상한 우문화급은 자신이 세운 황제 양호마저 독살한 뒤, 스스로를 황제라고 칭했다. 그는 국호를 '허'(許)라 하고, 연호를 천수(天壽)라 하였다.
이듬해인 619년 봄, 당나라를 세운 이연의 사촌 동생 이신통이 우문화급을 공격했다. 우문화급은 이신통에 패해 요성으로 도망쳐 항전했다. 요성의 물자는 다 떨어져갔고 더 이상 버틸 수 없던 우문화급은 이신통에 항복 의사를 밝혔다.
하지만 이신통은 우문화급이 갖고 있는 양제의 보물들과 공에 대한 욕심 때문에 이를 거부했다. 이때 다른 반란세력인 하공(夏公) 두건덕이 군대를 이끌고 와 성 밖의 이신통 군대를 쫓아내고 성을 함락시켰다. 성을 함락시킨 두건덕은 우문화급과 그의 아들 우문승기, 우문승지를 자신의 근거지인 양국(襄國)으로 데려가 참수시켰다.
우문화급의 동생인 우문사급은 이때 목숨을 건져 당나라에 귀순한 뒤 당나라의 명신이 되었다.

## 우문화급을 연기한 배우들
- 윤철형 - (2006년~2007년) 《연개소문》 SBS 드라마